# 伊米德史
《伊米德史》（拉丁维文：Tarikh-i Haymidi）是一部由穆萨·赛拉米于1908年在《安宁史》的基础上补充修改而成的记述关于清末、奥斯曼帝国衰落时期发生在新疆的同治新疆回变以及阿古柏政权兴衰的史书。其作者抄本现存于中国社会科学院民族研究所。

## 成书与版本
哈吉来历1322年（公元1904年），穆萨·赛拉米的《安宁史》在喀山出版，然而出版后作者便发现该书中有一些不足和错误需要补充和更正。于是在对《安宁史》进行较大篇幅的修正及补充后于哈吉来历1326年10月（公元1908年7月）成书，并将新书命名为《伊米德史》。哈吉来历1329年7月穆萨·赛拉米开始亲手抄写《伊米德史》，全书由察合台文写成，共399页，每页由15到20行构成，全书约21万字。《伊米德史》手抄本在1955年的阿克苏地区和1957年的喀什地区被发现，其中一本现存于中国社会科学院民族研究所，标题和内容分别用红色和蓝色墨水抄写，每页长21.5厘米，宽16.5厘米。除此之外，瑞典隆德大学也收藏有一部《伊米德史》，此版本是瑞典突厥语言学家贡纳尔·雅林在1930年在新疆喀什噶尔搜寻到的手抄本。这个版本共144页，每页22行（除了2页空白及1页仅有3行），用黑墨抄写，除序言部分的年号，其他年号、题目及关键词均用红色笔墨以波斯体抄写。此版本于哈吉来历1345年古尔邦节（公元1927年6月）完成。贡纳尔·雅林在1982年将此书捐给隆德大学。隆德大学版记述的1904年以前的历史与原《伊米德史》基本相同，不过这本书续写了穆萨·赛拉米版本以后16年的历史，这段历史是由阿吉古拉木·穆罕穆德罕（Hajji Ghulam Muhammad Khan）撰写完成。
1959年到1960年，新疆少数民族社会历史调查组将收藏在民族研究所的《伊米德史》翻译成汉语并刊登于新疆社会科学院内部资料《新疆宗教研究资料》上，后又被收入由甘肃省古籍文献整理编辑中心编撰的《西北少数民族文字文献》之中。1985年和1986年，新疆人民出版社将新疆少数民族社会历史调查组编译的汉语《伊米德史》分为上下两册出版。2013年新疆人民出版社《清代察合台文文献选译》中，艾力·吾甫尔的译本。现代维吾尔语版《伊米德史》则是在1988年由民族出版社出版，此版本于2007年再版。另外，日本学者梅村坦主持翻译了《伊米德史》的日语节译本。

## 内容
《伊米德史》是在《安宁史》的基础上修改、增添的，故其继承了《安宁史》的结构和体例，保留了绪论、序言（mukaddima）、正文上（awalki dastan）、下（kiyinki dastan）以及结尾（hatime），其中序言部分由三个章节组成，正文上由十五个章节组成，正文下有十八个章节，结尾则类似于附录。《伊米德史》第一部分是绪论，交代了他著此书的目的，以及做此书的意义；序言介绍了南疆七城的情况及族源传说；正文上则介绍了以热西丁和卓为首的库车政权的兴亡，其内容包括热西丁和卓登上汗位并开始征战，一路向东先后攻陷阿克苏、乌什、莎车、吐鲁番、焉耆以及哈密之战，库车统治者内讧后阿古柏最终统治库车等；正文下则记叙了阿古柏政权的的兴盛和清军收复新疆之战，其内容从布素鲁克登上汗位开始、讲述了征讨库车和卓、阿古柏登上汗位，夺取莎车、巴楚、和阗，阿古柏统治七城并获得奥斯曼帝国的圣谕，消灭东干族部队、攻陷迪化、出征吐鲁番，艾克木汗登上汗位以及清帝国战胜阿古柏统治南疆七城；而最后的结尾是记录关于喀什噶尔、叶尔羌、于阗、阿克苏、乌什、库车、 吐鲁番等地区的地理信息、人文景观等。
《伊米德史》结合了编年体和纪事本末体的体裁，以时间为线索叙述了从人类起源到1878年清帝国击败阿古柏的哲德沙尔汗国其间的历史。《伊米德史》的的引证分为直接引用和间接引用两种，直接引用使用引号将其标出，间接引用则是用自己的语言表达史料的大意。而主要来源包括《五部史》、《热西提史》以及他人口述和他本人的所见所闻。该书与《安宁史》的主要区别在第一，一些题解被改写，补充了新的内容，第二对数据、历史事件的时间进行了矫正，第三，标题、内容，尤其是正文中的诗歌、谚语、格言等做了较大改变和补充，第四是书名的改变。

## 命名原因
此书将《安宁史》更名为《伊米德史》的原因共有三个，其一是为了纪念蒙兀儿斯坦臣服于奥斯曼帝国苏丹阿卜杜勒-邁吉德一世，创作书作的时候正是阿卜杜勒-邁吉德一世之子阿卜杜勒-伊米德在位，为了不让子孙忘记这件事，便由阿卜杜勒-伊米德的名字作为史书的书名。第二是因为米尔咱·马黑麻·海答儿曾撰写的《拉失德史》是献给拉失德汗的，穆萨·赛拉米效仿古人将此书献给阿卜杜勒-伊米德。第三，《圣训》中有关于如果一个人向他求学他所知道的事情，如果他不想给求学者教便会受到惩罚的内容，穆萨·赛拉米则是为了摆脱这种恐惧，便对此书进行编写及反复修改，《圣训》中也提及如果一个人不知道或者不认识当时的统治者，他也会受到惩罚，为此穆萨·赛拉米将此书命名为《伊米德史》。

## 学术研究
因为侧重点不同，各国史料对1864年到1878年库车回变（或称为起义）及阿古柏政权记录虽多但都并不完整，清政府方面主要资料仅限于哈密、巴里坤及塔城地区，对同治新疆回变资料并不翔实，战后虽重新记录这些事件，但因为语言隔阂、阶级、民族矛盾等问题记录依然不完整。英国、俄罗斯帝国虽然也有关于这期间的记载但因为仅是情报收集而非学术调查，并没有有深度的对这些事件进行记录或分析。《伊米德史》作为这一段时期比较完善详细的史料弥补了这期间历史记载的一些空白。在历史方面，有学者就《伊米德史》提到的同治新疆回变、热西丁和卓、阿古柏的征战及统治，当时新疆与奥斯曼帝国、英国的关系进行过研究。除此之外，通过《伊米德史》，穆萨·赛拉米的史学思想、《伊米德史》的语言风格、当时的边疆民族政策、阿古柏死亡之谜都有学者进行过研究。另外，因为穆萨·赛拉米是虔诚的穆斯林，使得该书充满泛伊斯兰主义、圣战、对穆斯林杀害异教徒的肯定等宗教色彩浓厚的观点。2013年，苗普生撰写的《清代察合台文文献译注》对该书进行了详细的译注。2016年，在新疆维吾尔自治区博物馆布展的《民族遗珍 书香中国——中国少数民族古籍珍品暨保护成果展》上，该书原件作为中国少数民族古籍保护工作所取得的成果之一被展出。